# Rocco Cesareo
Rocco Cesareo (* 18. Oktober 1955 in Genua) ist ein italienischer Theater- und Filmregisseur.

## Leben
Cesareo interessierte sich zunächst für Theaterregie, in der er auch diplomierte, und arbeitete am Piccolo Teatro di Milano; er studierte aber auch Filmregie an der Scuola di Cinema in Mailand. Seit 1980 inszenierte er, ab 1989 in Rom, zahlreiche Klassiker für die Bühne: Samuel Becketts Endspiel, Tschechows Hochzeit oder Harold Pinters Der stumme Diener. 1993, 1998 und 2003 inszenierte er für die Kinoleinwände drei Filme, die – bis auf den letzten – nur geringe Verbreitung und Beachtung fanden. Bereits 1991 hatte er einen Film produziert, was er 2001 mit Proibito baciare wiederholte.
2003 erhielt er für seinen dritten Film eine spezielle Erwähnung der ANEC (Associazione Nazionale esercenti Cinema).

## Filmografie
- 1993: Le vigne di Meylan
- 1998: Il popolo degli uccelli
- 2003: Gli angeli di Borsellino